# 马力 (1950年)
马力（1950年1月—），女，北京人，中国人口研究学者，国家人口和计划生育委员会流动人口服务管理司巡视员，国务院参事，曾任中国人口与发展研究中心主任，第十一届全国人大代表。